# Yidl mitn Fidl

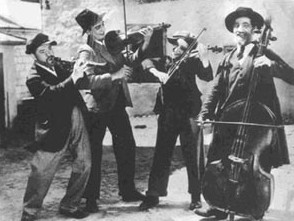

Yidl mitn Fidl (jiddisch  אידל מיטן פֿידל, [jid’l mit’n fid’l], polnisch Judel gra na skrzypcach, englischer Titel Yiddle with His Fiddle, deutsch Jidl mit der Fiedel) ist ein 1936 in Kazimierz Dolny und in Warschau gedrehter amerikanisch-polnischer jiddischer Film mit der amerikanisch-jüdischen Schauspielerin Molly Picon in einer Hosenrolle in der Hauptrolle. Produziert wurde die Musikkomödie vom Schauspieler Joseph Green, der auch gemeinsam mit Jan Nowina-Przybylski Regie führte und das auf einer Erzählung von Konrad Tom basierende Drehbuch schrieb. Die Musik stammt von Abraham Ellstein, die Liedtexte von Itzik Manger.

## Handlung
Der mittellose Witwer Arie und seine Tochter Itke werden aus ihrem Haus gejagt und müssen sich als Straßenmusikanten verdingen. Die Tochter verkleidet sich aus Sicherheitsgründen als Junge Jidl. Unterwegs treffen sie auf zwei Musikanten, Isaak und Froim, mit denen sie gemeinsam weiterziehen. Jidl verliebt sich in den ebenfalls Geige spielenden Froim, von dem sie meint, er habe sich in Teibele verliebt, eine unglückliche Braut, an deren Hochzeit die Musikanten aufspielen und der Jidl zur Flucht verhilft. In Warschau wird Teibeles Talent als Sängerin entdeckt, sie verschwindet jedoch vor ihrem ersten Auftritt. An ihrer Stelle tritt unfreiwillig Jidl auf, die berühmt wird und am Ende der Verwechslungskomödie nach Jahren auf der Überfahrt nach Amerika ihren verloren geglaubten Geliebten Froim wiederfindet.
Der Film setzt sich kritisch mit verschiedenen antisemitischen Stereotypen auseinander. So wird das seinerzeit unter Antisemiten weit verbreitete, besonders auch von Otto Weininger propagierte Bild des effeminierten jüdischen Mannes durch die als Mann verkleidete, kleiner Jude (Jidl) genannte Frau karikiert und in der Darstellung des Froim als Inbegriff von Männlichkeit widerlegt, ebenso wie die Vorurteile, dass Juden keinen Alkohol trinken, nicht schwimmen können, sich nicht für Landwirtschaft interessieren und die Sesshaftigkeit scheuen.

## Hintergrund
Der Film, der rund 50 000 US-$ gekostet hatte, kam im September 1936 in Polen, zum Jahresende am Broadway in New York in die Kinos. Er war der erste international erfolgreiche jiddische Film und wurde weltweit gezeigt. Der Film erhielt in der jiddischen Presse durchwegs sehr gute Kritiken, während die englischsprachigen amerikanischen Zeitungen weniger enthusiastisch urteilten. Sogar in NS-Deutschland, wo dem jüdischen Publikum der Besuch herkömmlicher Kinos inzwischen untersagt war, wurde der Film gezeigt: Die Berliner Premiere fand am 2. Mai 1938 beim Jüdischen Kulturbund statt; danach lief der Film noch in verschiedenen deutschen Großstädten. 1956 wurde eine Neuauflage mit englischer Synchronisation, Castles in the Sky, für eine kurze Weile in New York aufgeführt.